# Science
Science – recenzowane czasopismo naukowe wydawane przez American Association for the Advancement of Science. Ukazuje się jako tygodnik ilustrowany.
„Science” zostało założone w 1880 roku przez wynalazcę Thomasa Edisona i w 1900 roku stało się organem American Association for the Advancement of Science (AAAS). Podstawowym zadaniem tygodnika jest publikowanie najnowszych, szczególnie doniosłych odkryć w dziedzinie nauk przyrodniczych i wszelkich materiałów wiążących się z rolą nauki we współczesnym świecie.
Charakterystyczną cechą pisma są wysokie kryteria doboru tematów, które powodują, że współautorstwo niewielkiego artykułu w „Science” jest w świecie naukowym znacznie wyżej cenione niż samodzielne autorstwo dużego artykułu w większości czasopism naukowych na świecie. Prace zgłaszane do publikacji są poddawane ocenie niezależnych recenzentów (tzw. peer review)
Podobną rangę i tzw. impact factor ma brytyjski tygodnik „Nature”. Według ISI, impact factor czasopisma wynosił w 2020 roku ok. 48 i wzrósł prawie dwukrotnie od 2000 do 2020 roku.
| Rok  | Impact factor |
| ---- | ------------- |
| 2000 | 23.872        |
| 2005 | 30.927        |
| 2010 | 31.377        |
| 2015 | 34.661        |
| 2020 | 47.728        |